# Oedaspis trifasciata
Oedaspis trifasciata är en tvåvingeart som först beskrevs av Malloch 1939.  Oedaspis trifasciata ingår i släktet Oedaspis och familjen borrflugor. Inga underarter finns listade i Catalogue of Life.